# The Sword
A The Sword amerikai doom metal/heavy metal/stoner metal/hard rock együttes, 2003-ban alakult a texasi Austinban. A zenekar tagjai 2018-ban bejelentették, hogy szünetet tartanak.

## Tagok
- John D. Cronise – ének, gitár (2003-2018)
- Kyle Shutt – gitár (2003-2018)
- Bryan Ritchie – basszusgitár, szintetizátor (2004-2018)
- Santiago Vela III – dob (2011-2018)

## Korábbi tagok
- Trivett Wingo – dob (2003-2010)

Koncerttagok
- Kevin Fender – dob (2010-2011)

## Diszkográfia
- Age of Winters (2006)
- Gods of the Earth (2008)
- Warp Riders (2010)
- Apocryphon (2012)
- High Country (2015)
- Used Future (2018